# Amphion floridensis
Amphion floridensis (tên tiếng Anh: Nessus sphinx) là một loài sâu bướm bay ban ngày thuộc họ Sphingidae. Nó sống trên khắp miền đông nước Mỹ và Canada và đôi khi thành Mexico, và là một trong những loài bướm bay ban ngày phổ biến trong khu vực, dễ dàng nhận ra bởi hai dải sáng màu vàng trên bụng.

## Miêu tả

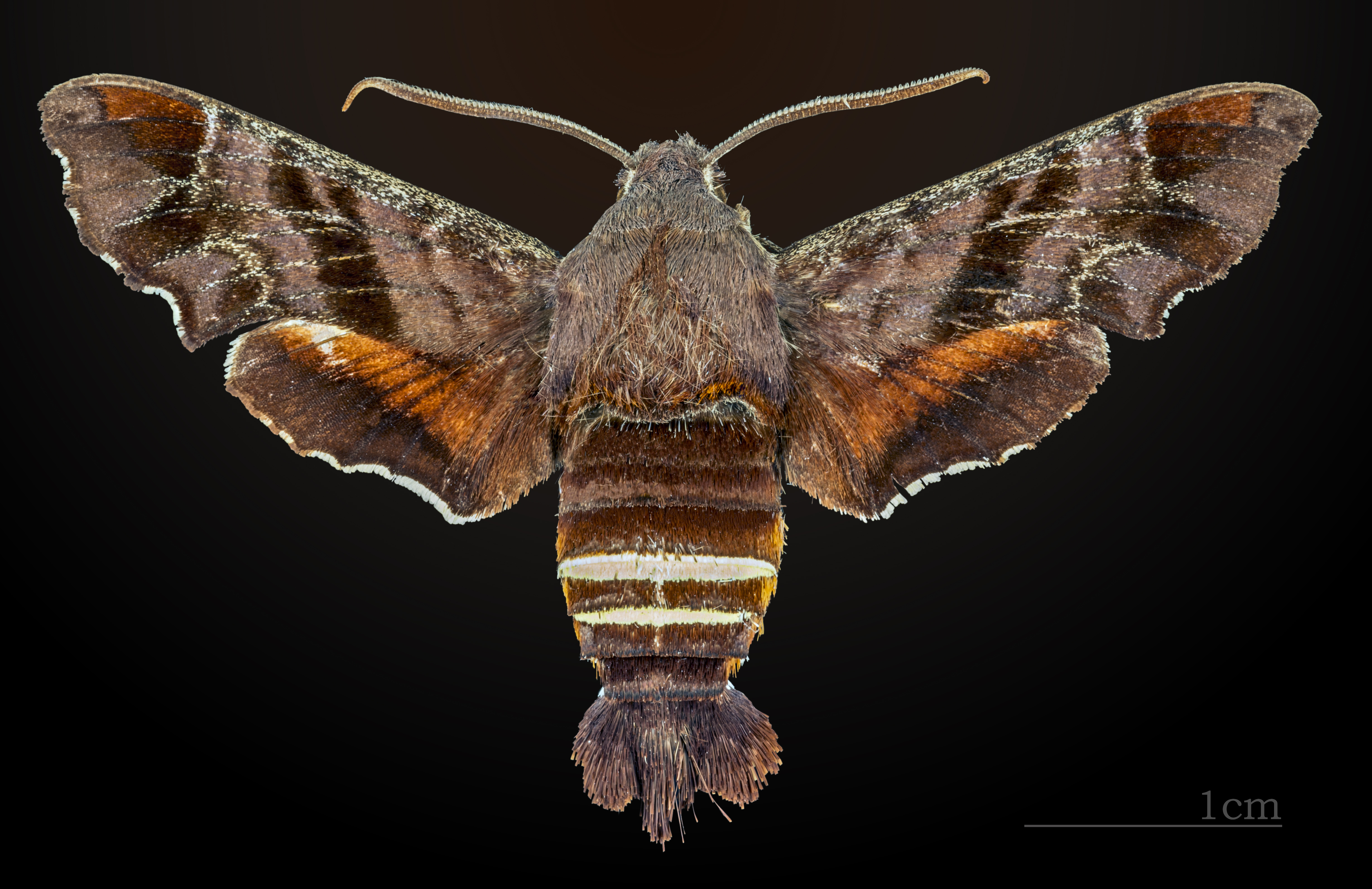
Amphion floridensis ♂
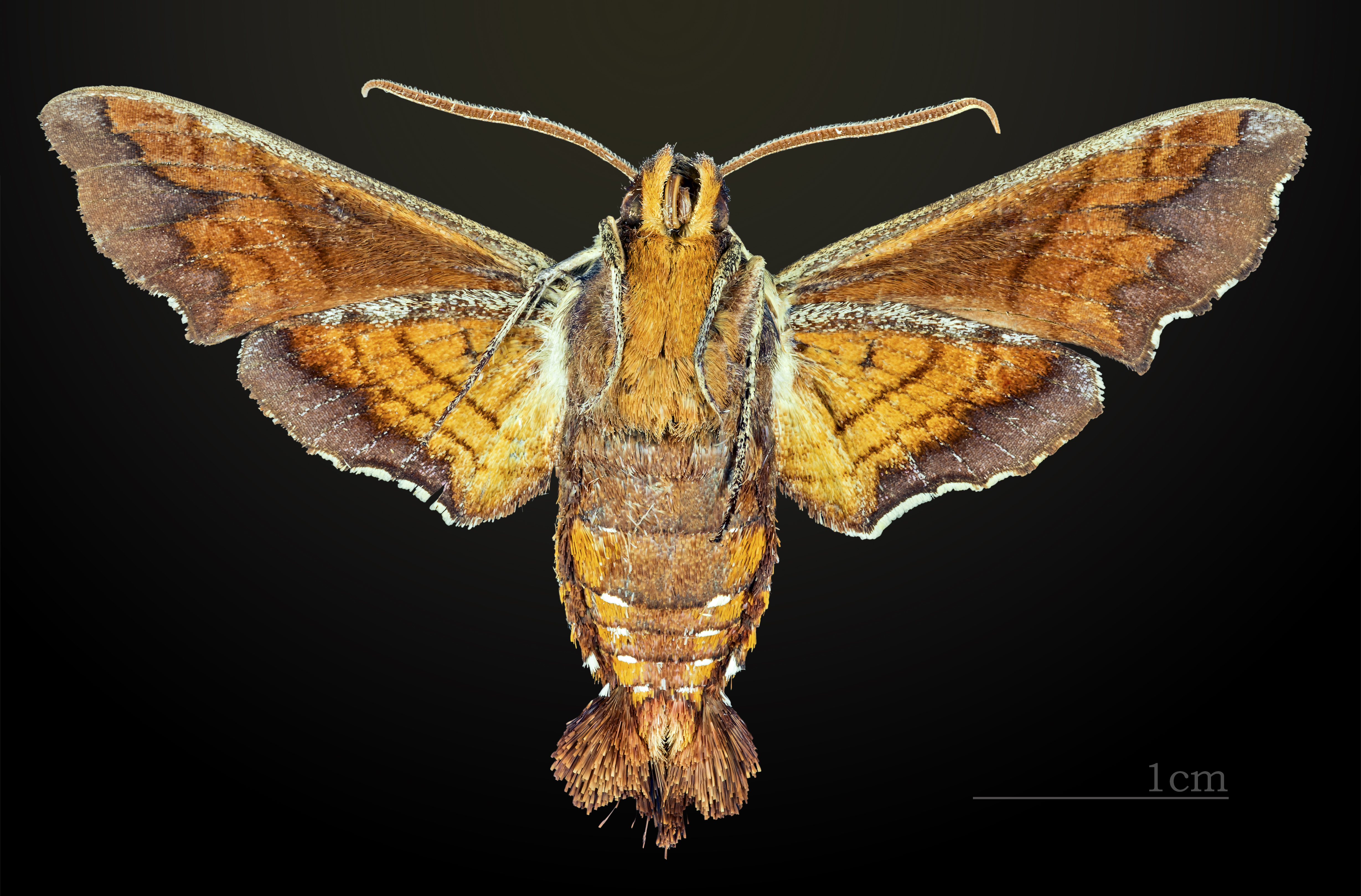
Amphion floridensis ♂ △
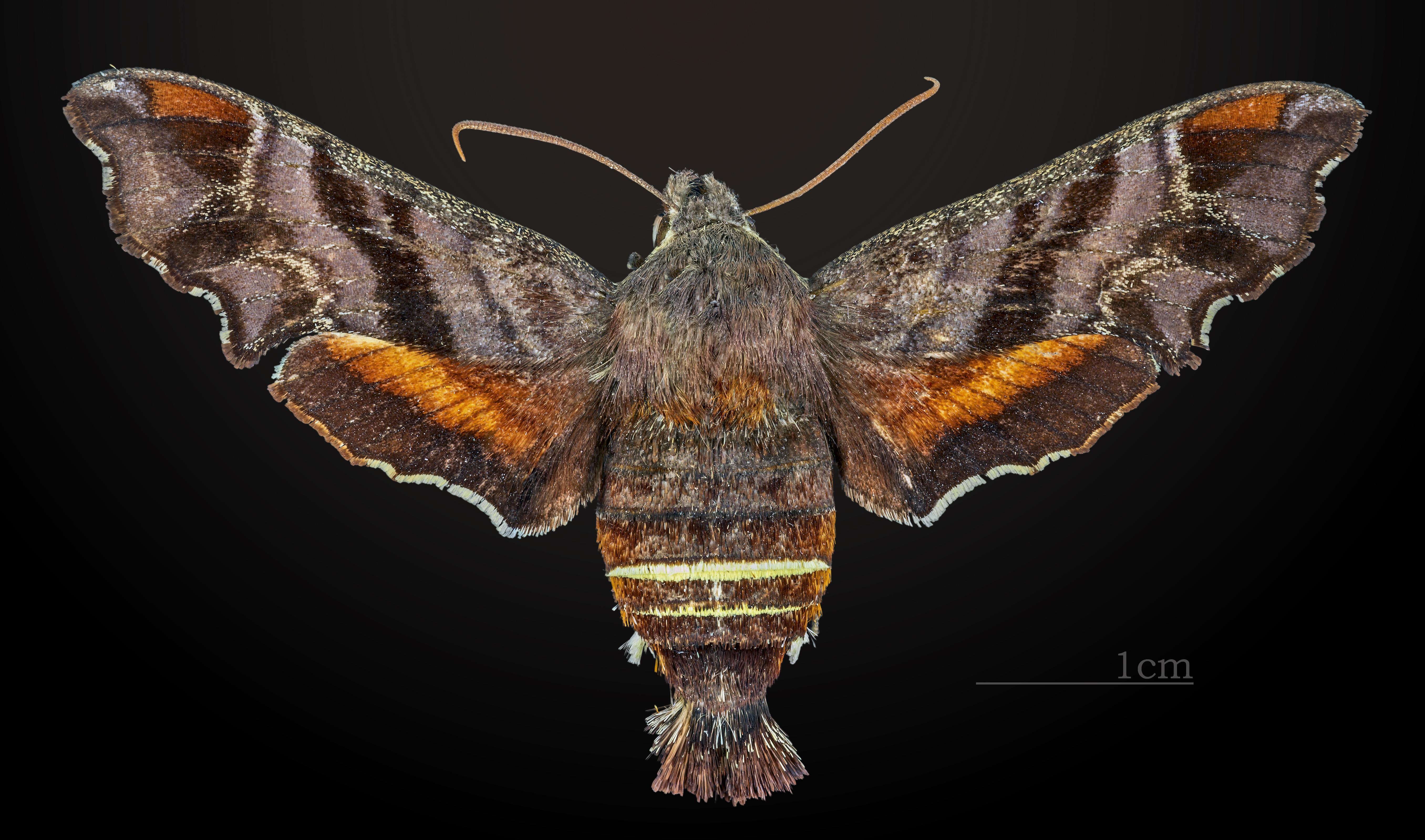
Amphion floridensis ♀
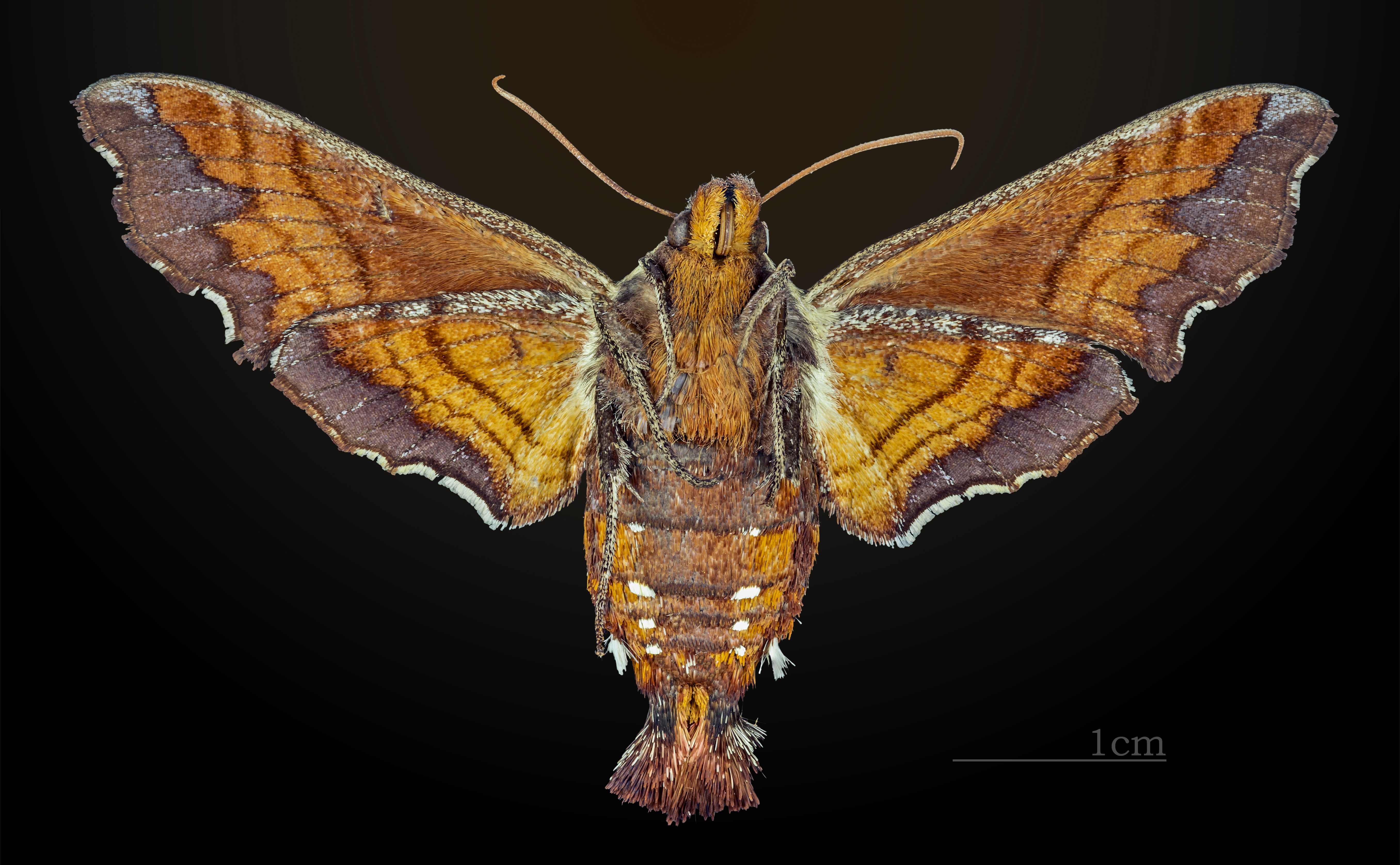
Amphion floridensis ♀ △

## Hình ảnh

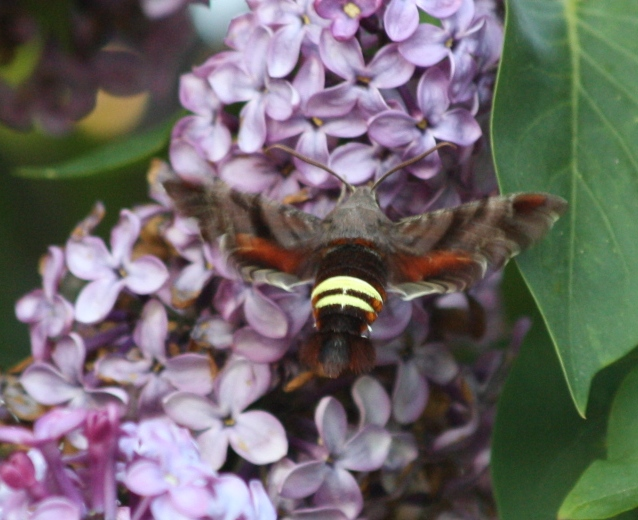
Flying on a lilac
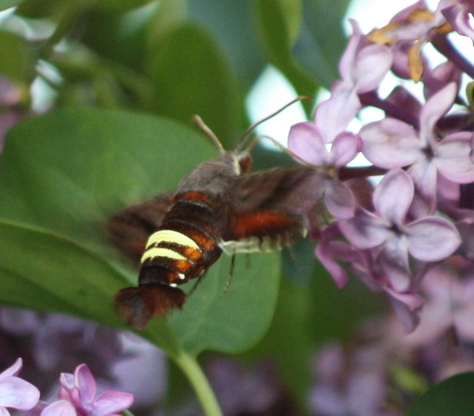
Side view